# Xã Hayes, Quận Crawford, Iowa
Xã Hayes (tiếng Anh: Hayes Township) là một xã thuộc quận Crawford, tiểu bang Iowa, Hoa Kỳ. Năm 2010, dân số của xã này là 229 người.